# Nazareth, Oost-Vlaanderen
Nazareth là một đô thị ở tỉnh Oost-Vlaanderen. Đô thị này bao gồm các thị xã Eke và Nazareth proper. Tại thời điểm ngày 1 tháng 1 năm 2011 Nazareth có tổng dân số 11.252 người. Tổng diện tích là 35,19 km² với mật độ dân số là 320 người trên mỗi km².